# ليزلي غولدي
ليزلي غولدي (بالإنجليزية: Lesley Goldie)‏ هي ممثلة بريطانية، ولدت في القرن العشرين في المملكة المتحدة.

## وصلات خارجية
- ليزلي غولدي على موقع IMDb (الإنجليزية)
- ليزلي غولدي على موقع قاعدة بيانات الفيلم (الإنجليزية)